# Porsche 64
Porsche 64 (også benævnt VW Aerocoupe, Type 64 og Type 60K10) er af mange anset som den første bil, der blev udviklet af Porsche-fabrikkerne som en prototype til produktionsmodellerne efter 2. verdenskrig. Navnet skyldes, at modellen var bygget primært på et design for rekordbilen "Type 64".
I forbindelse med udviklingen af designet blev der anvendt vindtunneler, hvilket var usædvanligt på den tid. Dr. Ferdinand Porsche ønskede, at bilen blev bygget til deltagelse i racerløbet Berlin-Rom i 1939 med en V10-motor. Bilen blev udviklet som en konceptbil, men blev bygget i tre eksemplarer med et chassis af aluminium. 
Et eksemplar gik tabt tidligt under anden verdenskrig, og et andet eksemplar blev ødelagt af amerikanske soldater ved krigens afslutning, da soldaterne kørte ræs i bilen. Det sidste eksemplar var ejet af Ferry Porsche, der fik bilen restaureret i 1947. Bilen blev herefter solgt i 1949 til den østrigske racerkører Otto Mathé, der vandt Alpine Rally med bilen i 1950. Sidste gang bilen kørte racerløb var ved Monterey Historic Races i Monterey i Californien i 1982.